# 地図地理検定
地図地理検定（ちずちりけんてい）は、日本地図センターと国土地理協会が共同で主催する検定試験。地図や地理に関する知識や地図を正しく使う力を計る検定である。

## 種類と試験内容
| 種類 | 問題数・時間 | 出題基準                                                                 | 受験料  |
| ---- | ------------ | ------------------------------------------------------------------------ | ------- |
| 基礎 | 20問・50分   | 社会科や地理歴史科の教科書の内容や小中高校の学習指導要領など基礎的な内容 | 3,000円 |
| 専門 | 24問・60分   | 国公立大学個別学力検査（2次試験）など専門的な内容                        | 4,000円 |

受験料に関しては、リピーターや学生などに割引がある。

## 関連書籍
- 『地図地理検定（一般）過去問集新選100』日本地図センター、ISBN 9784889463910
- 『地図地理検定（専門）過去問集50』日本地図センター、ISBN 9784889463682